# Carolans
Carolans (Carolans Irish Cream) — ирландский сливочный ликёр, принадлежащий компании Heaven Hill.

## История
Ликёр был придуман в 1978 году. Впервые Carolans вышел на рынок в Великобритании в 1979 году. Назван в честь известного ирландского арфиста XVII века Торла О’Каролана.
В начале 2010 года Уильям Грант и сыновья выкупили бренд Carolans у компании C&C Group за 300 миллионов евро вместе с тремя другими марками ликёров. Осенью этого же года бренд был выкуплен Gruppo Campari. В июле 2017 года за 165 миллионов евро компания Heaven Hill выкупила Carolans вместе с другим ирландским ликером Irish Mist.